# Maison des cadets de Culm

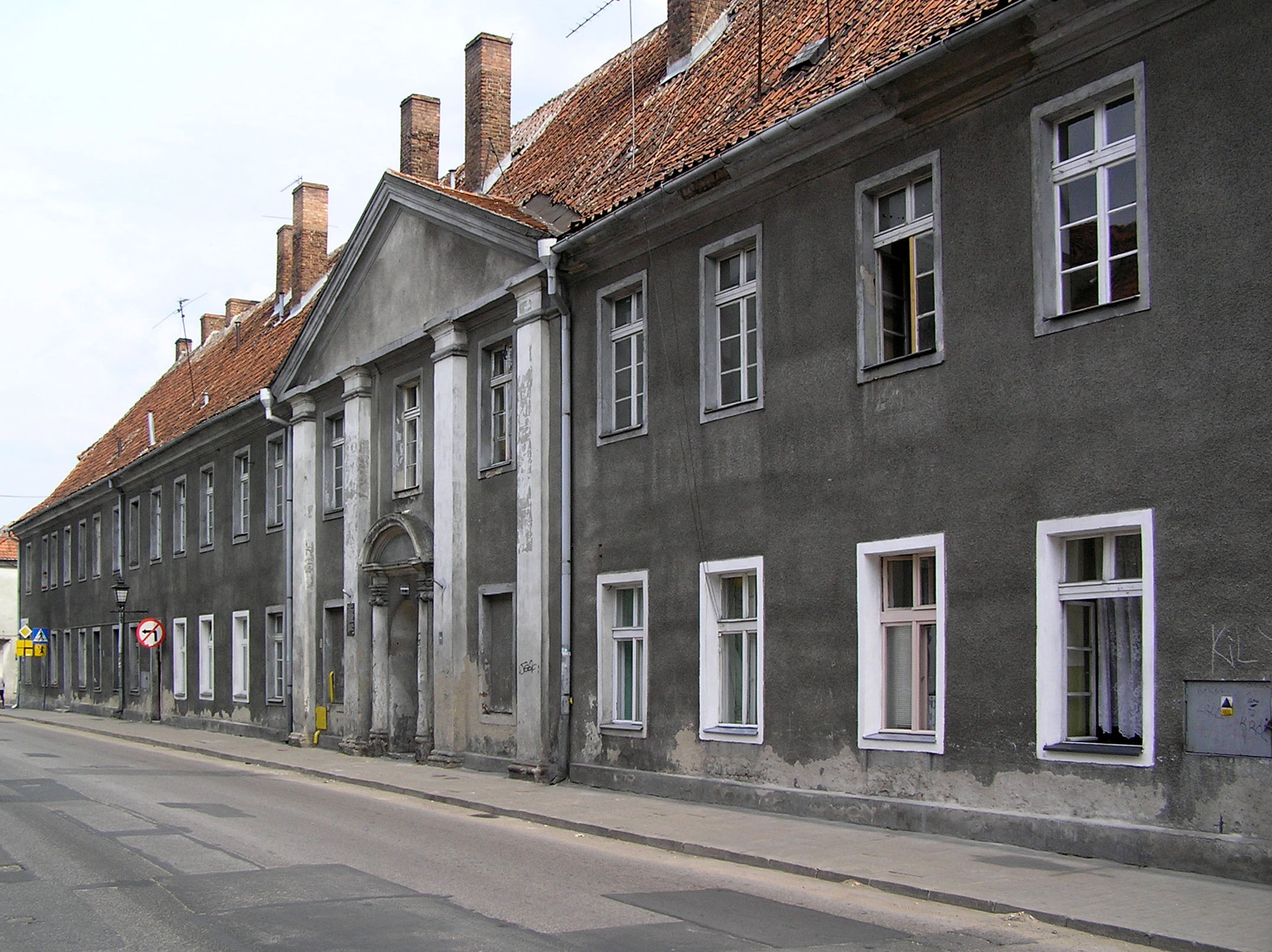
Bâtiment de l'ancienne école des cadets

La maison des cadets de Culm est un établissement d'enseignement à Culm en Prusse-Occidentale de 1776 à 1890. Ensuite, la maison est transférée à Köslin.

## Histoire
Le 1er juin 1776, une maison des cadets est ouverte à Culm à l'initiative du roi Frédéric II. C'est la troisième en Prusse après celle de Berlin et de Stolpe. La ville est passée du royaume de Pologne au royaume de Prusse quatre ans plus tôt. Il y a une garnison depuis 1773.
En 1806, elle reste en place même après la cession de la ville au duché de Varsovie. Les professeurs prussiens sont remplacés par des polonais.
Depuis 1815, la maison des cadets est à nouveau sous contrôle prussien. L'installation est agrandie au cours des prochaines années.
En 1890, le centre de formation est transféré à Köslin, en Poméranie, où il est fermé en 1920.
Les bâtiments sont conservés dans l'actuel Chełmno au 22, rue Stycznia 16 et sont utilisés comme bâtiments résidentiels.

## Structures
Depuis 1776, il y a un total de 60 élèves à l'école des cadets, depuis 1787, 100. Les garçons sont formés à la religion, à la lecture, à l'écriture, au calcul et à des connaissances de base en histoire et géographie, ainsi qu'au français, à l'escrime et à la danse. L'âge d'admission est compris entre 10 et 14 ans. Après cela, les diplômés vont pour la plupart dans l'armée prussienne et y commencent une carrière d'officier.
Au début, les professeurs (informateurs, maîtres de cour) sont des théologiens ayant terminé leurs études. La moitié d'entre eux sont protestants et l'autre catholique et doivent parler allemand et polonais. Chaque informateur s'occupe de huit étudiants. Il y a aussi un (plus tard deux) professeur de français et un d'escrime et de danse, ainsi qu'un cadet gouverneur (éducateur). La direction de la maison des cadets est un officier vétéran avec le grade de major ou de capitaine.
Les étudiants viennent pour la plupart de la noblesse de Prusse-Occidentale, majoritairement polonaise. La formation conduit les diplômés à se rapprocher de la culture allemande et à les intégrer dans les structures de l'armée prussienne.